# گمینا شچیخوو
گمینا شچیخوو (به لهستانی:  Gmina Sieciechów) یک گمینا در لهستان است که در شهرستان کوژنگتسه واقع شده‌است. گمینا شچیخوو ۶۱٫۲۶ کیلومتر مربع مساحت و ۴٬۲۷۱ نفر جمعیت دارد.